# Auchterderran
Auchterderran è un piccolo villaggio del Fife in Scozia. A volte è ritenuto parte del villaggio più grande di Cardenden, sebbene ne sia distinto.